# Metro v Barceloně

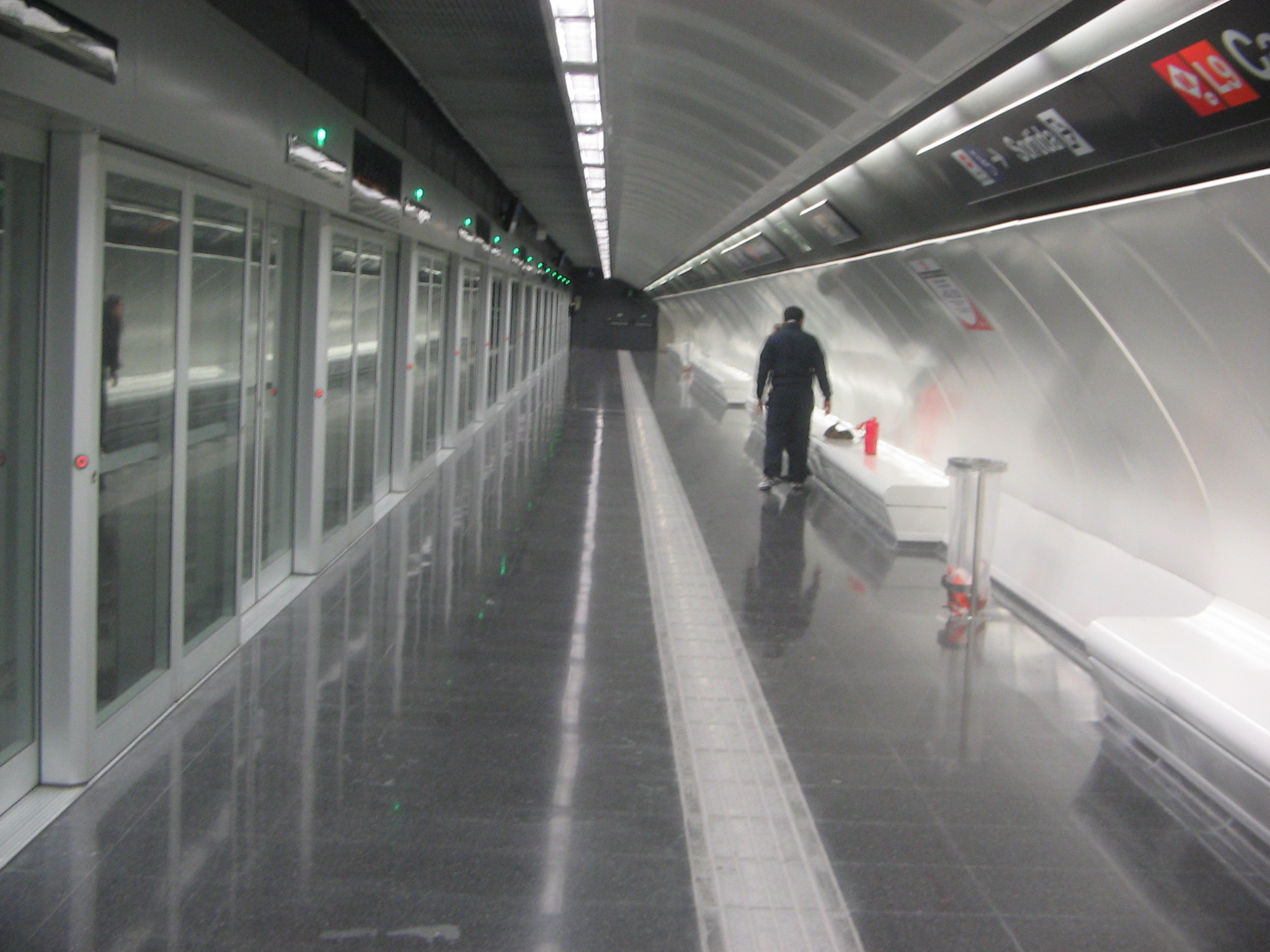
Pohled do stanice Can Peixauet.

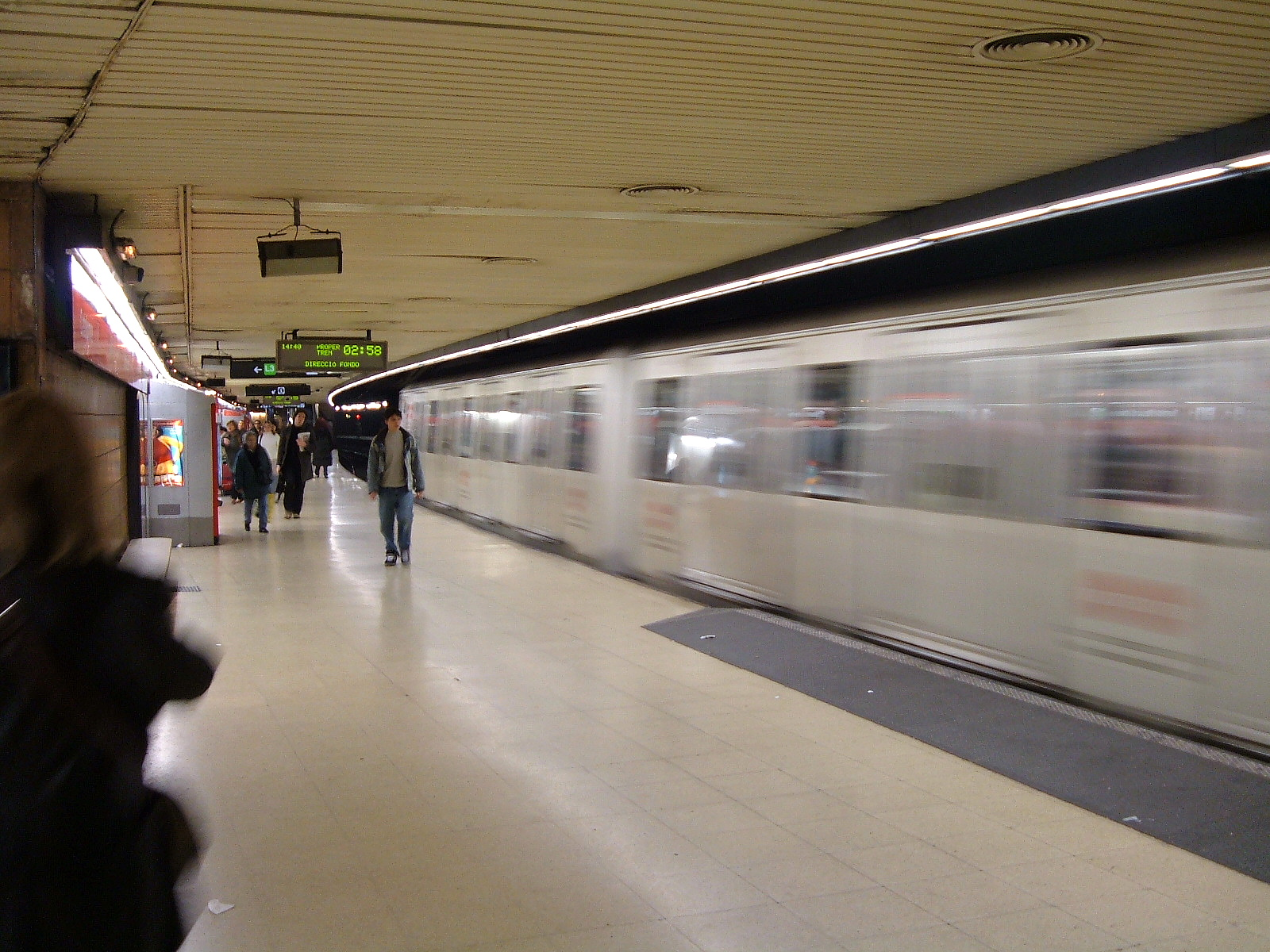
Stanice Plaça de Catalunya (linka L1)

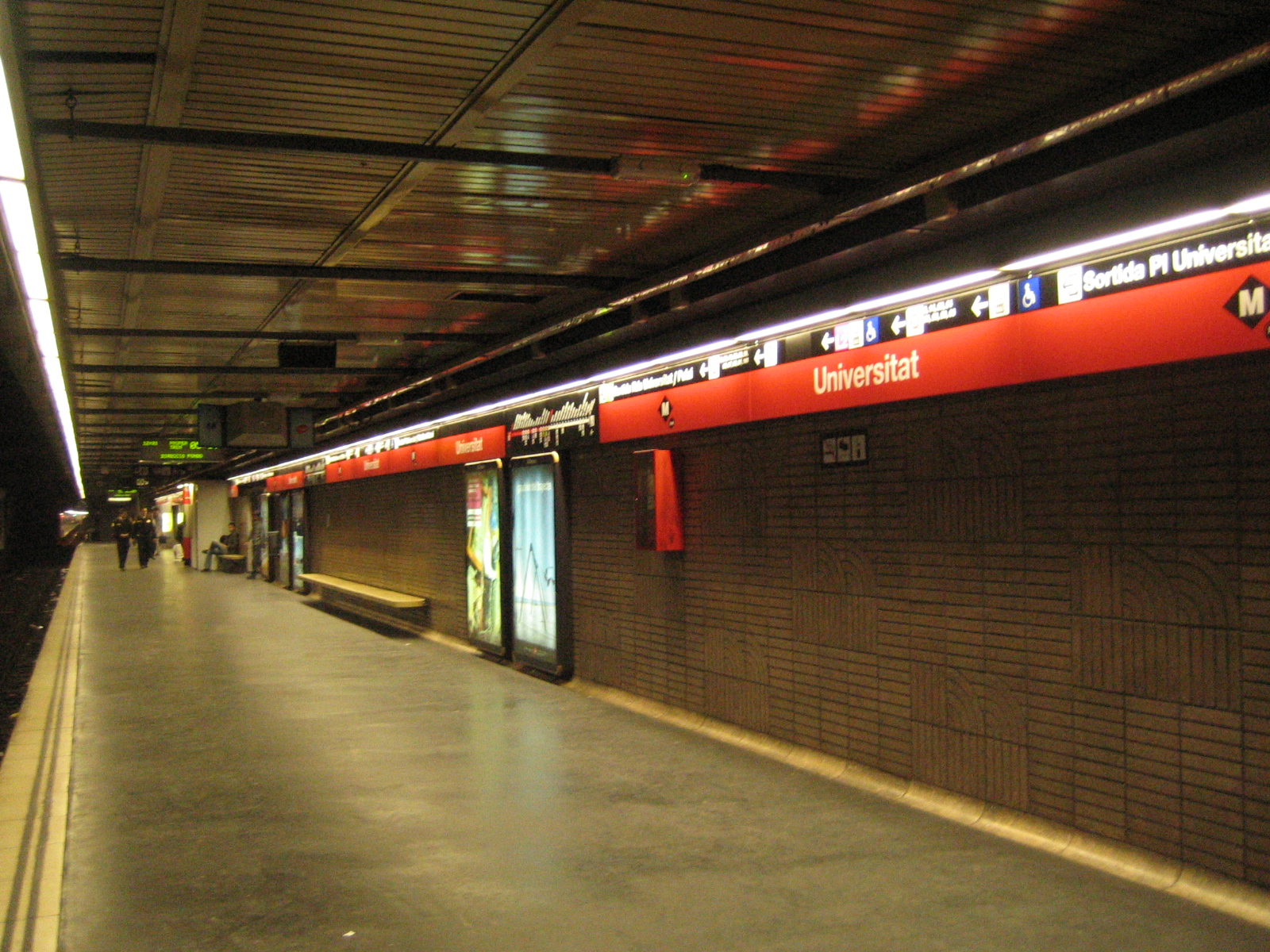
Stanice Universitat (linka L1)

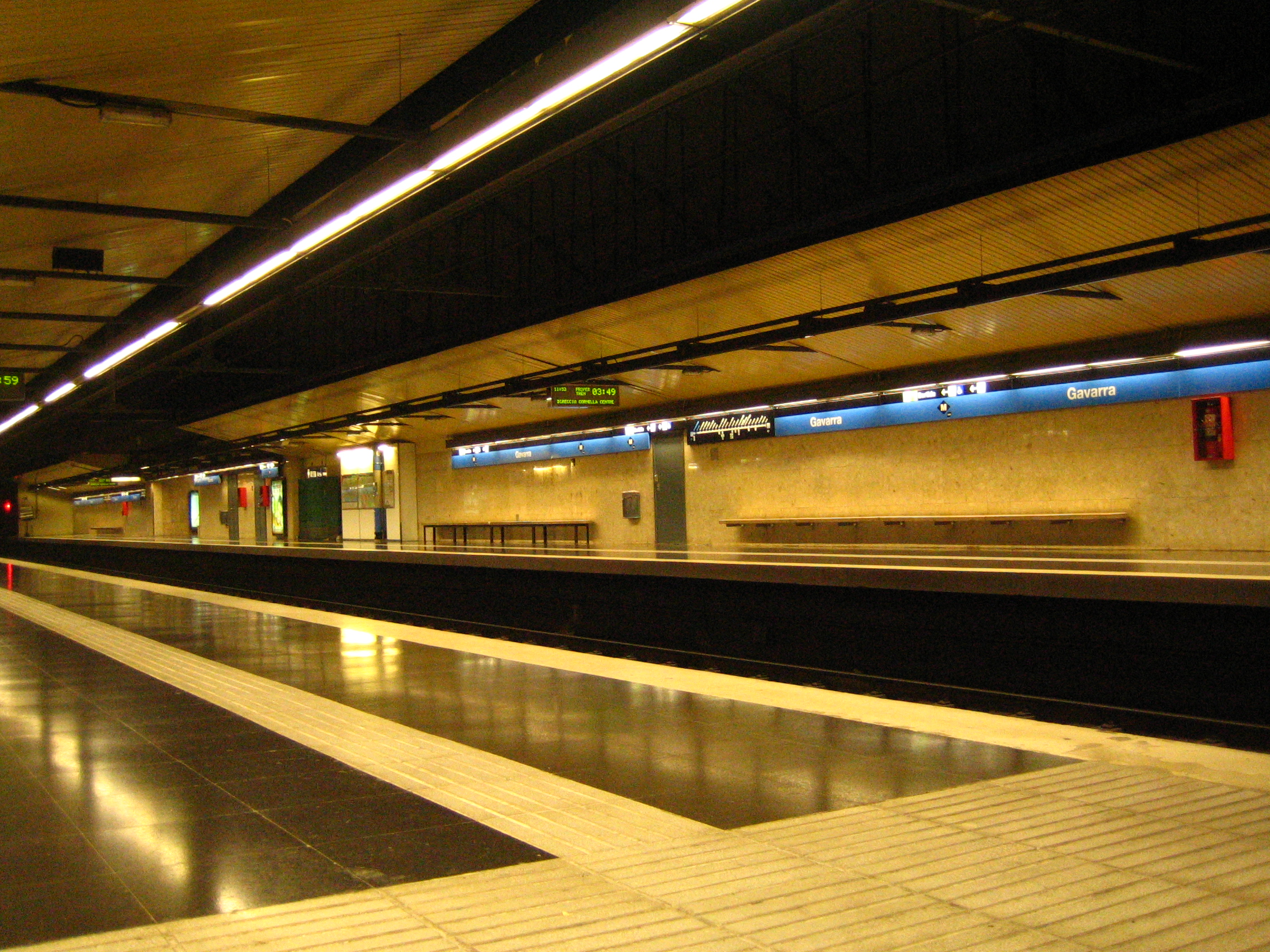
Stanice Gavarra (linka L5)

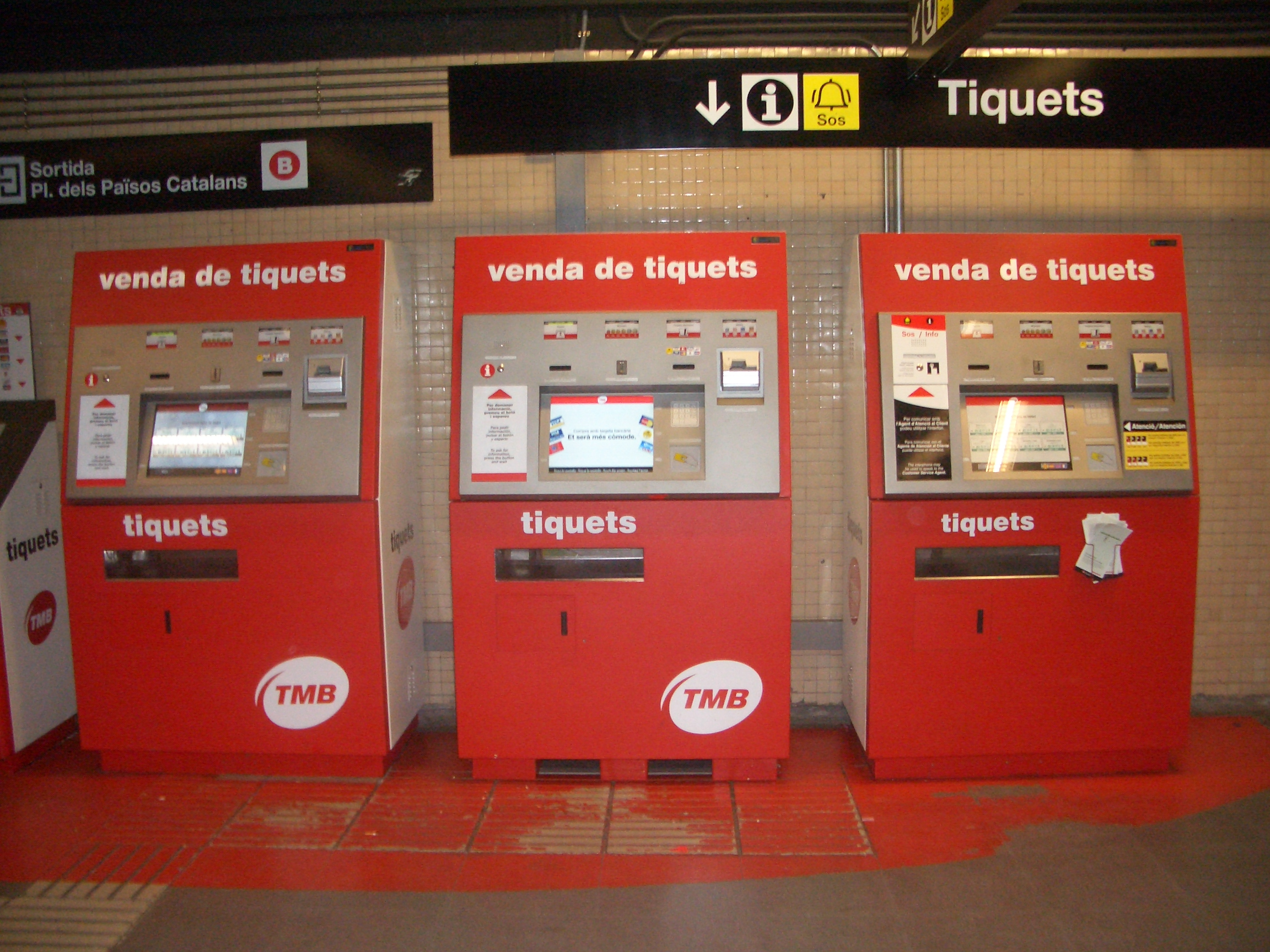
Automaty na jízdenky, stanice Sants Estació

Barcelonské metro (katalánsky a španělsky: Metro de Barcelona) je systém metra, který je většinou podzemní a obsluhuje centrum Barcelony i její předměstí. Je součástí širšího systému veřejné dopravy v Barceloně, hlavním městě Katalánska ve Španělsku, a funguje v rámci jednotného tarifního systému pod autoritou Autoritat del Transport Metropolità (ATM). K roku 2024 síť provozují dvě samostatné společnosti: Transports Metropolitans de Barcelona (TMB) a Ferrocarrils de la Generalitat de Catalunya (FGC). Síť tvoří celkem 12 linek, které kombinují linky obou společností. Dvě linky, L9 a L10, jsou stále ve výstavbě – jejich jednotlivé úseky byly uváděny do provozu mezi lety 2009 a 2021 a jejich úplné dokončení se očekává v roce 2030.
Od roku 2009 byly tři linky převedeny na automatizovaný provoz bez řidiče: nejprve linka 11 a poté linky 9 a 10, které byly od začátku otevírány jako bezobslužné.
Barcelonské metro je jedno ze dvou na světě, které funguje na třech různých rozchodech kolejí: 1 000 mm (tzv. metrový rozchod) na lince 8, 1 672 mm (tzv. starý iberský rozchod) na lince 1 a 1 435 mm (standardní rozchod) na ostatních linkách. Druhým metrem s třemi rozchody je metro Toei v Tokiu, které využívá dva úzké rozchody a standardní rozchod. Barcelonské metro je však jediné na světě, které kombinuje úzkorozchodné a širokorozchodné tratě.
Síť má délku 170 kilometrů a zahrnuje 183 stanic (stav k listopadu 2021). Díky rekuperačnímu brzdění využívá přebytečnou energii k napájení nabíjecích stanic v okolí své infrastruktury.

## Historie
Barcelonské metro bylo založeno v roce 1924 s výstavbou Gran Metra mezi Lesseps a Náměstím Katalánska. Dnes je součástí linky L3. O dva roky později bylo postaveno Metro Transversal (dnes součást linky L1) mezi Plaça de Catalunya a la Bordeta. To zajistilo spojení centra města s Plaça d'Espanya.
Dne 13. prosince 2009 byla otevřena první automatická linka metra ve Španělsku, Linka 9 s pěti stanicemi. 16. prosince 2009 se otevřela druhá automatická linka metra Linka 11 a 18. dubna 2010 byla zprovozněna Linka 10, třetí automatická linka se 4 stanicemi.
Dne 12. února 2016 byl zprovozněn úsek mezi barcelonským letištěm a univerzitní zónou o délce 19,6 km a 15 stanicích. 
Od 7. listopadu 2021 se síť metra skládá z dvanácti linek, včetně dvou lanových drah, které jsou zprostředkované dvěma společnostmi. První společností je Transports Metropolitans de Barcelona, zkráceně TMB. TMB zajišťuje provoz na hlavních podzemních linkách. Druhou společností je Ferrocarrils de la Generalitat de Catalunya, zkráceně FGC, nebo Katalánské vládní dráhy. FGC zajišťuje provoz tří integrovaných, příměstských linek, které vedou až do metropolitní oblasti. Ceny jsou integrovány do městského systému Autoritat del Transport Metropolità, jenž zahrnuje místní a regionální autobusovou a vlakovou dopravu. 98% tratí je pod povrchem země.

## Linkové vedení

Síť Barcelonského metra

Síť metra provozovaná společností Provozovatel TMB obsluhuje osm linek. Konkrétně linky L1 až L5 a L9 až L11. Linky jsou na mapách metra odlišovány pomocí různých barev. Společnost FGC provozuje linky L6, L7, L8 a L12. Žádná z linek Barcelonského metra nemá svůj vlastní název. Obecně se rozlišují podle jejich barev nebo podle počtu a jména jejich zastávek. Pozemní lanová dráha de Montjuïc je na mapách uvedena jako součást barcelonského sítě metra. Dráha je přímo připojena k metru ve stanici Paral•lel. Takto vypadá linkové vedení:
| Linka | Stanice                                 | Provozovatel | Současná délka | Schválená délka | Současný počet stanic | Schválený počet stanic | Rok otevření |
| ----- | --------------------------------------- | ------------ | -------------- | --------------- | --------------------- | ---------------------- | ------------ |
|       | Hospital de Bellvitge–Fondo             | TMB          | 20.700 km      | 29.758 km       | 30                    | 38                     | 1926         |
|       | Paral•lel–Badalona Pompeu Fabra         | TMB          | 13.700 km      | 18.466 km       | 18                    | 34                     | 1959         |
|       | Zona Universitària–Trinitat Nova        | TMB          | 18.400 km      | 20.024 km       | 26                    | 36                     | 1924         |
|       | Trinitat Nova–La Pau                    | TMB          | 16.700 km      | 18.916 km       | 22                    | 26                     | 1973         |
|       | Cornellà Centre–Vall d'Hebron           | TMB          | 18.900 km      | 19.168 km       | 26                    | 27                     | 1959         |
|       | Pl. Catalunya–Reina Elisenda            | FGC          | 5.384 km       | 8.198 km        | 9                     | 12                     | 1863         |
|       | Pl. Catalunya–Av. Tibidabo              | FGC          | 4.634 km       | 4.634 km        | 7                     | 7                      | 1954         |
|       | Pl. Espanya–Molí Nou-Ciutat Cooperativa | FGC          | 11.266 km      | 11.266 km       | 11                    | 11                     | 1983         |
|       | La Sagrera–Can Zam                      | TMB          | 28 km          | 47.9 km         | 24                    | 52                     | 2009         |
|       | La Sagrera–Gorg                         | TMB          |                |                 | 17                    |                        | 2010         |
|       | Trinitat Nova–Can Cuiàs                 | TMB          | 2.109 km       |                 | 5                     |                        | 2003         |
|       | Sarrià–Reina Elisenda                   | FGC          | 0.600 km       |                 | 2                     |                        | 2016         |
|       | Parc de Montjuïc–Paral•lel              | TMB          | 0.758 km       |                 | 2                     |                        | 1928         |

## Probíhající projekty

### Linky L9 a L10

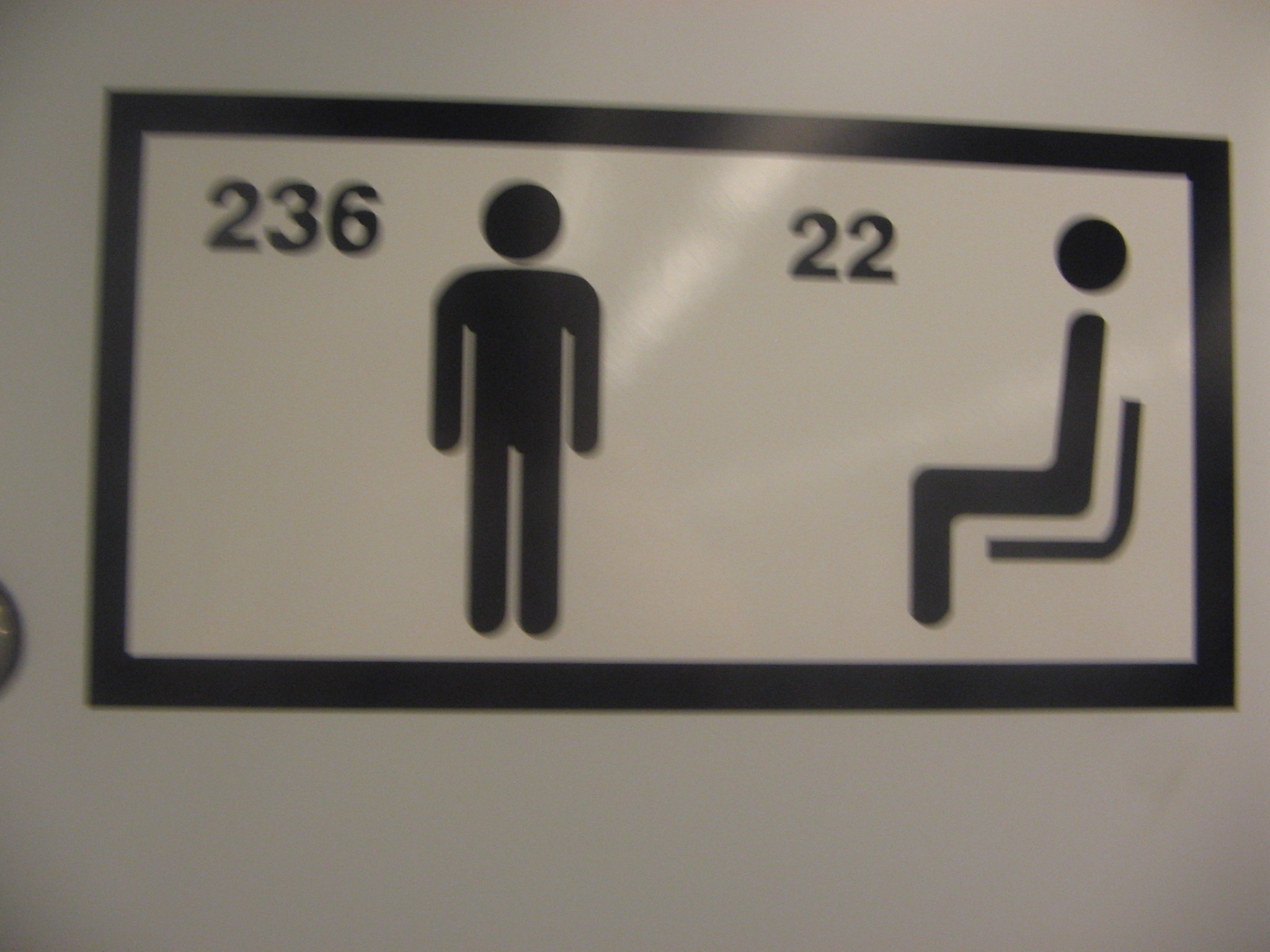
Podrobnosti o kapacitě vlaků.

Od 19. ledna 2022 probíhají na linkách L9/L10 stavební práce ze Zona Universitària do La Sagrera. 
Linky, které sdílejí prostřední úsek mezi Bon Pastorem a Torrassou (linka L1) budou jedním z nejdelších automatizovaných linek metra v Evropě. Jejich celková délka bude 47,8 kilometrů a budou mít 55 stanic. K červnu 2010 je otevřeno 11 stanic. Projekt byl schválen v roce 2010, ale byl zpochybněn kvůli technickým problémům a některé jeho části budou podrobeny další geologické analýze.

### Linka 8
Na konci roku 2022 byly zahájeny práce na prodloužení Linky 8 z Plaza España do Gràcia.

## Plánované projekty (2025–2040)

### Linka 3
Prodloužení linky na obou koncích. Severní část z Trinitat Nova do Trinitat Vella, kde se napojí na Linku 1 a jižní část linky ze Zóna Universitària do Pont d'Esplugues.

### Linka 4
Prodloužení linky z La Pau do La Sagrera z napojením na budoucí hlavní stanici vysorychlostní železnice Sagrera-TAV.

## Zrušené původně plánované projekty

### Linka L12 R3
Projekt pro linku L12 byl pojmenován R3 a měl propojit některé městské části v oblasti Baix Llobregat jako například: Esplugues de Llobregat, Sant Joan Despí nebo Sant Just Desvern mnohem efektivněji, než podle původní myšlenky. Tyto oblasti by se přiblížily k Barceloně optimalizací dopravních spojů (autobusy, tramvaje a vlaky). Projekt měl rozpočet skoro 870 milionů € a původně měl být dokončen v roce 2015. Projekt byl zrušen a nahrazen jiným, který má za cíl prodloužil Linku 6.

### L13
Tato linka se měla stát spolu s linkou L11 jednou ze dvou podzemních rychlodrážních tramvajových linek, jenž by byla součástí sítě metra. Stejně jako u linky L11 bylo záměrem poskytnout přístup v kopcovitém území metropolitní oblasti: Nemocnice v Can Ruti v Badaloně. Původní projekt počítal pouze se třemi stanicemi, což nevylučuje další rozšíření.
- Morera
- Canyet
- Can Ruti

Projekt byl zrušen.

### Nová linka FGC
Nová městská linka byla na konci roku 2010 navržena společností FGC. V případě dokončení povede z městské čtvrti Poblenou k Barcelonské univerzitě. Tato linka zatím nemá jméno ani číslo.
Kromě výše zmíněných současných projektů byly od 60. let 20. století předloženy další. Například projekt linky číslo VI (v té době se dodržovala konvence římských číslic). V 80. letech byl představen projekt, kde linka vedla diagonálně od severozápadu k jihovýchodu.

## Stanice

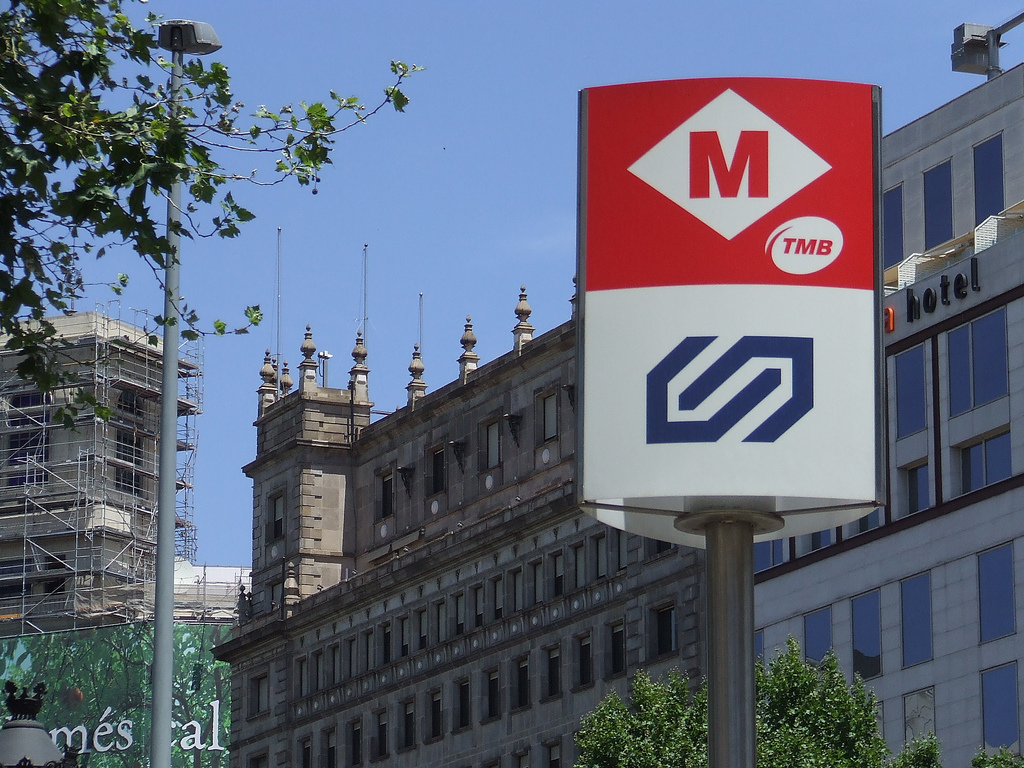
Cedule Barcelonského metra před stanicí Plaça de Catalunya.

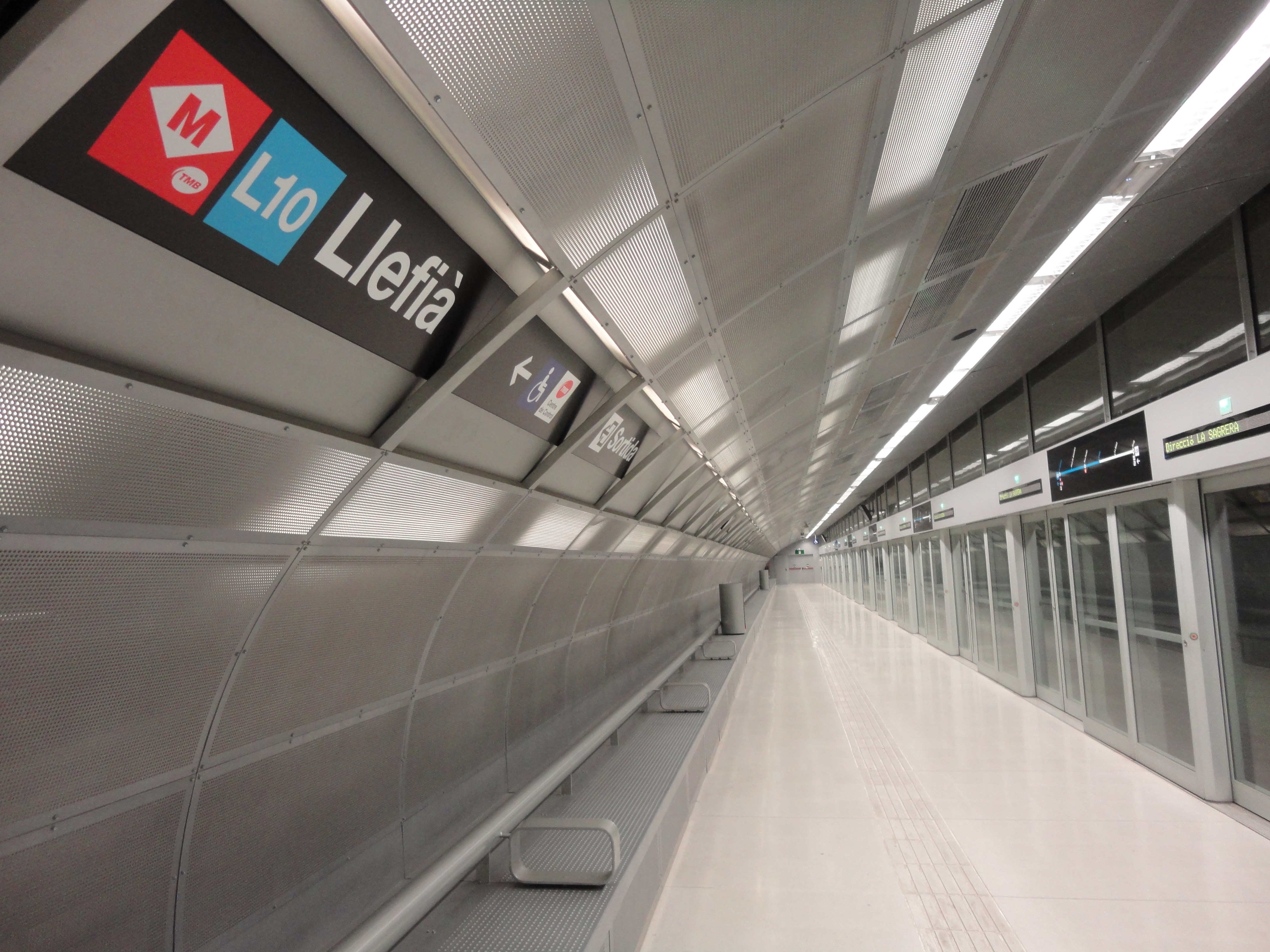
Stanice Llefià

Od poloviny roku 2021 má Barcelonské metro v provozu 189 stanic obsluhované dvanácti linkami metra. Počet stanic vzroste po dokončení prodloužení linek L9 a L10 na 209. Průměrná vzdálenost mezi jednotlivými stanicemi je 650 metrů.
Síť metra je integrována do komplexního tarifního systému Metropolitan Transport Authority. Metro je vybaveno elektronickými informačními obrazovkami, které cestující informují o aktuálním stavu provozu, incidentech a četnosti průjezdů vlaků metra.
Drtivá většina stanic trpí nedostatkem budov nebo venkovních vstupů, na rozdíl třeba od Londýnského metra. Vstup do stanice zajišťují schody, eskalátory a někdy i výtahy. Na cedulích Barcelonského metra se v horní části objevuje červený kosočtverec s písmenem M uvnitř. To je znak společnosti TMB. Dolní část cedule zůstává nevyužita. Druhý zprostředkovatel dopravních služeb, společnost FGC, má své firemní logo v podobě jiného kosočtverce uvnitř jednotlivých stanic. Jejich výzdoba v útrobách stanic je velmi decentní s výjimkou několika stanic.

## Dostupnost
Přístup pro lidi s tělesným postižením na invalidním vozíku nebo pro rodiče s kočárky se v posledních letech zlepšil, ale stále se nedá mluvit jako o zcela přístupném metru. Existuje projekt pro výstavbu výtahů, které dostanou tyto lidi z úrovně ulice k pokladně a od pokladny k jednotlivým nástupištím. Každopádně mnoho stanic stále zůstává bez bezbariérového přístupu.

## Doprava v metropolitní oblasti Barcelony
Metro v Barceloně je součástí celkové dopravní sítě. Jednotlivé jízdní tarify určuje Metropolitní dopravní úřad.
Mezi tyto služby patří dva rozsáhlé systémy, které fungují uvnitř i mimo hranice Barcelony. Jedním ze systémů je provozování příměstské vlakové dráhy společností Renfe. Druhým systémem je taktéž příměstská vlaková dráha, tentokrát provozovaná společností FGC. Tato dráha vždy začíná v místě stanice metra, kterou provozuje FGC (linky L6, L7 a L8, jenž obsluhuje většinu metropolitní oblasti).